# Sophronica fuscipennis
Sophronica fuscipennis là một loài bọ cánh cứng trong họ Cerambycidae.